# 수호신 (PHP)
수호신(Suhosin)은 PHP를 위한 오픈 소스 패치이며 PHP 확장 기능이다. 패치와 확장 기능은 구분 또는 결합해서 사용할 수 있는 두 독립적인 부분이다. "수호신의 목표는 보안적이지 않는 PHP 코딩 관행으로부터 서버를 지켜주는 안전한 넷이 되는 것이다."
수호신은 또한 PHP 애드온으로 허용 목록, 자원 제한, 투명한 세션과 쿠키 암호화, 바이너리 내용 필터, 기록과 다양한 다른 보호 기능을 통해 웹 서버로의 "공격할 수 있는 부분"을 줄여준다. 이는 안전하지 않은 PHP 프로그램의 위험을 줄여주고 알려지거나 알려지지 않은 공격으로부터 보호한다.

## 운영 체제로의 배포
일부 리눅스 배포판에서, 특히 6.x ("squeeze"/"oldstable")로 버전이 올라간 데비안과 젠투 리눅스에서, 기본적으로 패치와 확장 기능 둘 다 제공되었다. 수호신은 버전 7 (wheezy)의 데비안에서 제거되었으나 현재 개발 브랜치에서 다시 나타났다.
맥 OS X 서버에서 기본적으로 활성화되어 있다.
PHP 5.4에서, 오픈수세는 수호신 패치를 버렸지만, 수호신 확장 기능 부분은 유지하고 있다.
프리BSD 10.1은 수호신 확장 기능을 포트 모음집에서 유지한다.

## 개발 역사
2013년에, PHP 5.5가 릴리스되었을 때, 최신 현재 수호신 버전은 PHP 5.3.9에서 대상이 되었다. 웹사이트의 최신 뉴스 기사는 2007년이고 코드 저장소에서 2012년 5월부터 2014년 2월 전까지 활동이 없다. 이는 일부 배포판을 수호신 프로젝트가 죽은 것으로 간주하도록 이끌었다. 패치는 2014년 2월 6일에 다시 커밋되었다; 수호신 확장 기능의 버전 0.9.35과 0.9.36 이후부터 PHP 5.4 이후를 대상으로 릴리스되고 있다.
수호신 확장 기능 버전 0.9.37은 개발 중이고 2014년 12월에 릴리스된다.

## 같이 보기
- PHP

## 참고
1. ↑  Chapter 13, Securing PHP Web Applications by Tricia Ballad; William Ballad Publisher: Addison-Wesley Professional, Web ISBN 978-0-321-57431-2
2. ↑  “공식 기능 목록”. 2014년 11월 29일에 원본 문서에서 보존된 문서. 2014년 11월 23일에 확인함.
3. ↑  Overview of package php5-suhosin in Debian sid
4. ↑  Mailinglist Archive: opensuse-factory (418 mails)
5. ↑  Suhosin Milestones on Github